# Confolent-Port-Dieu
Confolent-Port-Dieu este o comună în departamentul Corrèze din centrul Franței. În 2009 avea o populație de 29 de locuitori.

## Evoluția populației
| An        | 1975 | 1982 | 1990 | 1999 | 2006 | 2009 |
| --------- | ---- | ---- | ---- | ---- | ---- | ---- |
| Populație | 40   | 30   | 38   | 39   | 29   | 29   |